# Yamatosa
Yamatosa is een geslacht van kevers uit de familie van de loopkevers (Carabidae). De wetenschappelijke naam van het geslacht is voor het eerst geldig gepubliceerd in 1979 door R.T. & J.R. Bell.

## Soorten
Het geslacht Yamatosa omvat de volgende soorten:
- Yamatosa arrowi (Grouvelle, 1908)
- Yamatosa boysi (Arrow, 1901)
- Yamatosa draco (R.T.Bell, 1977)
- Yamatosa kabakovi R.T. & J.R. Bell, 1985
- Yamatosa kryzhanovskyi R.T. & J.R. Bell, 1985
- Yamatosa longior (Grouvelle, 1903)
- Yamatosa niponensis (Lewis, 1888)
- Yamatosa peninsularis (Arrow, 1942)
- Yamatosa phuka R.T. & J.R. Bell, 2009
- Yamatosa reitteri (R.T.Bell, 1977)
- Yamatosa schwalleri R.T. & J.R. Bell, 2002
- Yamatosa sinensis R.T. & J.R. Bell, 1987
- Yamatosa smetanorum R.T. & J.R. Bell, 1989